# Ape vs. Monster
Ape vs. Monster ist ein US-amerikanischer Monsterfilm aus dem Jahr 2021 von Daniel Lusko.

## Handlung
Die ISS vermeidet es nur knapp, mit einer Raumkapsel zu kollidieren. Beim Vorbeifliegen kann sie ein Bild von dem Objekt machen und es an das Langley Research Center übermitteln. Die Kapsel landet in der Wüste von New Mexico. Aus dem Inneren der Kapsel kämpft sich eine Kreatur in die Freiheit und verschwindet unauffällig. In Washington, D.C. werden die Politiker von Dr. Linda Murphy darüber aufgeklärt, dass es sich bei der Sonde um ELBE, eine geheime amerikanisch-sowjetische Weltraumsonde, die 1985 gestartet wurde, handelt. Die damals jungen Politiker Bush und Putin verhandelten die Raumfahrtmission, deren Zweck es war, Kontakt mit Außerirdischen aufzunehmen. 
Aus Nostalgie wurde die Sonde nach dem Fluss Elbe benannt, an dem sich 1945 während des Zweiten Weltkriegs US-amerikanische und sowjetische Truppen begegnet waren. Sie glaubten, dass sie durch diese Mission den Kalten Krieg beenden könnten. Aufgrund des Kommunikationsverlusts im Jahr 2007 wurde sie jedoch als Fehlschlag gewertet. Bei der Kreatur handelt es sich um den Schimpansen Abraham, dessen Identität die Russen leugnen. Ethan Marcos befiehlt Dr. Linda Murphy, das Tier zu bergen, bevor es die Russen tun.
Murphy und Dr. Reynolds entdecken, als sie sich der ELBE nähern, dass diese leer ist und ihr Inneres mit einer seltsamen grünen Flüssigkeit bespritzt ist. Überraschend attackiert der zum Riesen mutierte Affe Reynolds und tötet ihn und seine schwerbewaffneten Soldaten. Murphy kommt beim Anblick des übergroßen Affen ins Straucheln und landet mit dem Kopf auf einem Stein, wodurch sie benommen wird. Sie erkennt allerdings Eva Kuleshov, eine Astrophysikerin und ehemalige Klassenkameradin aus Oxford, die im Dienste der Russen steht. Diese beschießt den Affen mit einem Narkosegewehr. Als Murphy wieder zu Bewusstsein kommt, werden der Affe und die Flüssigkeit in das Langley Research Center überführt. Als sie den Landungsort der Kapsel verlassen, taucht eine Gila-Krustenechse auf und frisst die restliche Flüssigkeit.
In Langley wächst Abraham weiter und erwacht aus seinem Koma, da die Einrichtung, die Schlafgas in den Raum leitet, ausgefallen ist. Als Murphy erfährt, dass die Wissenschaftler den Affen töten wollen, konfrontiert sie Kuleshov. Beide Wissenschaftlerinnen sind dazu bereit, den Affen vor dem Sondereinsatzkommando zu verteidigen. Die Frauen halten das Kommando, auch mit Drohung durch eine Pistole auf, können das Betäubungsgas noch aktivieren und den Affen wieder in Schlaf versetzen. Murphy wird von Marcos verteidigt und dieser stellt außerdem fest, dass sie mit Abraham aufgewachsen ist. Ein Militärpolizist, der das Gelände bewacht, wo die Elbe gelandet ist, wird von der nun ebenfalls riesigen Gila-Krustenechse gefressen. Das Monster bewegt sich nun Richtung Stadt und zerstört dabei eine Eisenbahnbrücke, weswegen ein Zug in den Abgrund stürzt, wobei die Echse noch Waggons ergreift und wegschleudert.
Später finden die Wissenschaftler heraus, dass ein Strahl kosmischer Energie aus der Andromedagalaxie, der auf die außerirdische Substanz abgestimmt ist, beide Monster kontrollieren kann. Das Hubble-Weltraumteleskop meldet, dass sich ein außerirdisches Raumschiff der Erde nähert und General Delaney schlägt vor, das EDI zu verwenden, um es zu zerstören. Da die Signale, die Abraham erreichen, schwächer sind, glaubt Murphy, dass er der Kontrolle der Außerirdischen einigermaßen widerstehen kann. Der Rollstuhlfahrer Noah Murphy, Lindas Vater, wird von Marcos herbeigerufen. Der weiße Vater und seine farbige Adoptivtochter haben seit Jahren kein Wort mehr gewechselt. Noah schlägt vor, einen bioelektrischen Impuls zu erzeugen, aber Murphy hält eine Interferenz mit kosmischen Strahlen für die beste Vorgehensweise. Das Washington Monument beherbergt den Sender für diesen Puls, da das Schiff und die Monster auf Washington konvergieren.
Abraham wird dadurch von der Kontrolle der Außerirdischen befreit und attackiert die Echse, die in der Nähe des Capitols aus dem Boden bricht. Das Militär beginnt mit dem Beschuss der Echse. Eine verirrte Rakete zerstört das Denkmal wie auch den Signalgeber. Das Militär bereitet sich darauf vor, die Stadt zu evakuieren, um die Monster zu stoppen. Murphy und Jones beeilen sich, einen Prototyp des Senders im CityCenterDC zu bergen. Trotz der erfolgreichen Reparatur bleibt die Gila eine Bedrohung. Die Echse attackiert die zwei Wissenschaftler. Während Jones gefressen wird, wird Murphy von Abraham gerettet. Nun beißt sich die Gila-Echse in den Nacken des Riesenaffen fest. Der Apache-Helikopter, geflogen von Kuleshov, die sich opfert, lenkt die Echse  mit einem Kamikazeangriff auf diese ab und Abraham kann ihr das Genick brechen.
Der Riesenaffe wird nach Santa Fe geflogen, wo er von Linda und Noah Murphy weiter untersucht wird und sich erholen kann. Vater und Tochter versöhnen sich.

## Hintergrund
Der Film ist ein Mockbuster zum ebenfalls 2021 erschienenen Film Godzilla vs. Kong. Außerdem findet man Parallelen zu Rampage – Big Meets Bigger mit Dwayne Johnson aus dem Jahr 2018. Seine Filmpremiere feierte der Film am 30. April 2021 in den USA. Er erschien am 27. August 2021 im deutschen Videoverleih.
Narek Kirakossian in der Rolle des Sekretärs Pudovkin, Irina Pickard als Chemikerin Eisenstein und Gregg Marcantel als Dr. Reynolds haben hier ihre bisher einzigen Filmrollen. Rudy Bentz als Noah Murphy übernahm 2017 eine Sprechrolle im Kurzfilm Beth is Not a Cat und hatte Nebenrollen in den Spielfilmen Cariños von 2018 und The Dead of Night von 2021. Malcolm Green, der den Marine Corporal Myers spielt, war 2019 im Film I'm Here zu sehen.

## Rezeption
„Eine Trash-Variante von teuren Monster-Actionfilmen, die deren Szenarios in punkto Absurdität noch überbietet. Abgesehen von halbwegs annehmbaren Effekten in den wenigen tatsächlichen Auftritten der Monster bleibt der Film jede Form von Originalität schuldig.“

„„Ape vs Monster“ ist wie „Godzilla vs. Kong“ – nur halt in Scheiße.“

Actionfreunde führt weiter aus, dass „darstellerisch in Ape vs. Monster alle komplett überfordert“ seien. Als namhaftester aus dem Cast wird Eric Roberts genannt, der „irgendein hohes Tier“ verkörpere und an „wenigen neuralgischen Punkten im Film“ auftauche, allerdings „nichts zur Handlung“ beitrage. Abschließend wir geurteilt, dass „dank seltendämlicher Figuren, dummer Dialoge, dem hässlichsten Riesenaffen der Filmgeschichte, einem endöden Showdown, einem nicht existenten Spektakelfaktor, miesen Schauspielern und der vollkommenen Abwesenheit von Humor geschweige denn Ironie“ aus einem „Mockbuster im Handumdrehen ein astreiner Schrottbuster“ wird.
Im Audience Score, der Zuschauerwertung auf Rotten Tomatoes, erhielt der Film bei weniger als 50 Stimmenabgaben eine Wertung von 29 %. In der Internet Movie Database hat der Film bei über 827 Stimmenabgaben eine Wertung von 2,2 von 10,0 möglichen Sternen.

## Fortsetzung
Anfang März 2023 wurde bekanntgegeben, dass die Fortsetzung Ape vs. Mecha Ape am 24. März 2023 in den USA veröffentlicht wird.